# Wilen (Thurgovie)
Pour les articles homonymes, voir Wilen.
Wilen (jusqu'en 1998, officiellement Wilen bei Wil) est une commune suisse du canton de Thurgovie.